# Waitoa River
Der Waitoa River ist ein Fluss im Norden der Nordinsel Neuseelands, der seine Wasser über den Piako River dem Pazifischen Ozean zuführt.

## Geographie
Die Quellbäche des Flusses liegen im flachen Hügelland nördlich und östlich des vom Waikato River durchflossenen Lake Karapiro. Der Fluss fließt anfangs in nordöstlicher und nördlicher Richtung, durchströmt dann die Hauraki Plains in nordwestlicher Richtung bis zur Mündung in den Piako River.

## Geschichte
Waitoa bezeichnet einen „Platz, an dem Krieger vor oder nach einem Kampf den Segen erhalten“. Der Name der Māori lässt sich auch frei als „Speerwasser“ übersetzen.
Zu Beginn des 20. Jahrhunderts war das Sumpfgebiet der Hauraki Plains noch weit ausgedehnter und umfasste Teile des heutigen unteren Flusslaufs. Nach staatlicher Genehmigung begannen jedoch eine teilweise Trockenlegung sowie der Aufbau von Anlagen zum Schutz vor Hochwasser. Der Pegel wird durch die Gezeiten beeinflusst.

## Infrastruktur
Nahe einem Quellbach des Waitoa River unweit des Lake Karapiro zweigt bei der Ansiedlung Piarere der New Zealand State Highway 29 vom New Zealand State Highway 1 ab und folgt dem Flussverlauf bis zur Ansiedlung Hinuera, wo er den New Zealand State Highway 27 kreuzt. Während der SH 29 weiter nach Osten verläuft, folgt der SH 27 dem Fluss nach Norden über die Stadt Matamata bis zur Mündung. Östlich der Stadt Morrinsville werden Highway und Fluss vom New Zealand State Highway 26 gekreuzt.